# Oak Grove, Alabama
Oak Grove là một thị trấn thuộc quận Talladega, tiểu bang Alabama, Hoa Kỳ. Dân số năm 2009 là 459 người, mật độ đạt 100 người/km².